# Flor Garduño
Flor Garduño (Ciudad de México, 21 de marzo de 1957) es una fotógrafa y artista mexicana.

## Biografía
Realizó estudios de artes visuales en la Antigua Academia de San Carlos, de la UNAM. Interrumpió sus estudios después de tres años a favor de una posición de asistente de cuarto oscuro, del veterano y muy respetado fotógrafo mexicano Manuel Álvarez Bravo. Con el maestro, fue capaz de desarrollar y perfeccionar sus habilidades adquiridas. Luego trabajaría con el Ministerio de Educación de México, para el que proporcionó fotografías para libros de texto, enriqueciendo el conocimiento de su tierra y la vida de la gente; y recibiendo muchas sugerencias para su trabajo futuro y su estilo fotográfico acuñado. En 1982 tuvo su primera exposición en la Ciudad de México.
En 1985, y animada por el entusiasmo y apoyo del pintor Francisco Toledo, publicó su primer libro. Otras publicaciones y numerosas exposiciones en poco tiempo la hicieron conocida fuera de las fronteras. En 1993, se dedicó a la revista suiza DU. Con el siguiente libro Witness of Time que tuvo un éxito rotundo. Fue traducido a cinco idiomas. Y le permitió programar una extensa gira internacional de exposición a través de más de cuarenta países de América y Europa. En 1995, recibió una beca de tres años para su nuevo "Proyecto Mesteños". En esa serie de imágenes de Flor Garduño muestra animales y personas de su entorno natural. Ella consiguió el trabajo un año después, para la Casa del arte de Zúrich, realizando 2.000 fotografías de la ciudad; y, un documental biográfico sobre ellas.
Desde finales de 1980, su obra se muestra en exposiciones, galerías y museos. La artista ha recibido numerosos premios, becas y galardones por su trabajo. Vive y trabaja en Tepoztlán, México.

## Obra
Garduño ha trabajado asiduamente en naturaleza muerta, retratos, y desnudos como foco de su arte. Sus imágenes están en escala de grises.
El uso de la luz y de la sombra, sin el uso de luz artificial y el equilibrio de la composición, determina el trabajo artístico de la artista. Eso le permite ver una llanura virgen llena de símbolos arquetípicos. Sus imágenes reflejan una forma de arte que se pueden encontrar en el ritual y en la naturaleza del espacio y el tiempo. Ella sabe cómo capturar la cultura de su país y al mismo tiempo para explorar su propio mundo interior fotográficamente y la fusión de ambas en su trabajo.

## Algunas publicaciones
- Magia del juego eterno, México D.F. 1985

- Bestiarium. Ed. Zúrich U. Bär, 95 pp. 1987

- Witnesses of Time/Zeugen der Zeit, Heidelberg, 1992. 2.ª edición ilustrada de Aperture Foundation, Inc. 160 pp. ISBN 0893819190, ISBN 9780893819194 2000

- Mesteños, Pfäffikon, 1994

- Testigos Del Tiempo. Exposición (Museo de Bellas Artes de Venezuela). Edición ilustrada de Fundación Museo de Bellas Artes, 32 pp. ISBN 9802381810, ISBN 789802381814 1997

- Flor. Editor Aperture Foundation, Inc. ISBN 0893819832, ISBN 9780893819835 2001

- Inner Light/Flor, Heidelberg, 2003

- Flor. Editor Centro Cultural Estación Mapocho, 12 pp. 2004

- Trilogía. Ediciones Tecolote, 2010 (en español) ISBN 978-607-7656-37-1
- Trilogy. Contrasto; 1St Edition edition (April 19, 2011) (inglés)  ISBN 8869652777 ISBN 978-8869652776
- Trilogie. Benteli, 2011 (alemán) ISBN 3716516481 ISBN 978-3716516485
- FLOR GARDUÑO, Photo Poche Collection. Photo Poche, Robert Delpire-Actes Sud, 2016 (francés, español) ISBN 978-2-330-04813-6

## Colaboración en otras publicaciones
- México Indio, Testimonies in Black and White, publicado por INVERMEX, México D.F., 1994
- Eduardo Ramírez Villamizar, publicado por Ediciones Jaime Vargas, Colombia, 2000 ISBN 958-96871-1-3
- Le radici dello sguardo, Nature morte tra quadri barocchi e inquadrature fotografiche del Novecento, catálogo publicado por Edizioni Marcovaldo, 2013
- See the Light-Photography, Perception, Cognition: The Marjorie and Leonard Vernon Collection, libro publicado para la exposición en el Los Angeles County Museum, California, Estados Unidos, 2013
- Miradas de México, catálogo publicado por Smurfit Kappa, México, 2014 ISBN-13: 978-607-95090-6-4
- Women Pioneers - Mexican Photography I, catálogo publicado por Throckmorton Fine Art, Nueva York, Estados Unidos, 2015
- Looking in, looking out: Latin American Photography, catálogo publicado por Nazreli Press en cooperación con el Museo de Arte de Santa Bárbara en conjunción con la exhibición del mismo nombre presentada en octubre de 2015, 2015
- El fotógrafo Juan Rulfo, publicado por Fundación Juan Rulfo + Museo Amparo + RM, México, 2017 ISBN 978-84-17047-09-2
- Unsettled, Art and Environment conference 2017, publicado por The Nevada Museum of Art, Hirmer Publishers, Reno, Nevada, Estados Unidos, 2017 ISBN 978-3-7774-2853-6
- Borrowed Light, Selections from the Jack Shear Collection, publicado por The Frances Young Tang Teaching Museum and art Gallery at Skidmore College, Saratoga Springs, Nueva York, Estados Unidos, 2017 ISBN 978-3-7913-5742-3
- Las grutas de Juxtlahuaca, Santuario al dios olmeca del maíz, de Martha Cabrera Guerrero, publicado por Gobierno del Estado de Guerrero y la Secretaría de Cultura, México, 2017 ISBN 978-607-97806-0-9
- La fotografía en México, Edición original: Actes Sud, Francia, 2017. Primera edición en español, Ediciones Tecolote/PhotoPoche, México, 2017, publicada por acuerdo con Actes-Sud ISBN 978-607-9365-84-4

## Exposiciones individuales
- 1982 Galería José Clemente Orozco, México D.F.
- 1984 Casa de la Cultura, Juchitán, Oaxaca.
- 1985 Magia del juego eterno, La Chambre Claire, París.
- 1987 Casa de América Latina, Montecarlo.
- 1988 Bestiarium, Galería de Arte Contemporáneo, México D.F.
- 1990 Bestiarium, Field Museum, Chicago, Illinois, Estados Unidos.
- 1992-1994 Witnesses of Time (Testigos del Tiempo), Musée de l'Elysée, Lausanne, Suiza; Reiss Mannheim Museum, Alemania; Art Institute of Chicago, Estados Unidos; Museo de Bellas Artes, DF, México; Center for Creative Photography, Tucson, Estados Unidos; Americas Society, New York, Estados Unidos; Meadows Museum of Art, Dallas, Estados Unidos; Museo d’Arte di Mendrisio, Suiza; Art Gallery, Scranton University, Estados Unidos.
- 1995 Mesteños, Vision Gallery, San Francisco.
- 1996-1997 Witnesses of Time (Testigos del Tiempo), Museo de Arte Moderno, Guatemala; Museo de Arte Contemporáneo y Diseño (CENAC), San José, Costa Rica; Galería Foro de Arte, Quito, Ecuador; Museo Nacional de Colombia, Bogotá, Colombia; Museo de Bellas Artes, Caracas, Venezuela; Galería Municipal, Lima, Perú; Museo Nacional de Arte, La Paz, Bolivia; Museo de Bellas Artes, Buenos Aires, Argentina; Museo Municipal de Bellas Artes Artes, Montevideo, Uruguay; Museo Nacional de Bellas Artes, Santiago, Chile; Fourth International Photography Competition, São Paulo, Brasil; Chicago Arts Institute, Chicago, Illinois, Estados Unidos; Universidad de Salamanca, España; Universidad de Valladolid, España; Museum of Contemporary Photography, Chicago, Illinois, Estados Unidos; Ken Damy Museum, Brescia, Italia.
- 1997 Bestiarium, Museum Volkenkunde, Róterdam, Holanda.
- 2000 Mask and the man, TV-Film, Roma; Centro Comunale d'Arte e Cultura, Cagliari.
- 2001 La naturaleza de la naturaleza muerta, Galería de Arte Moderno, Boloña, Italia.
- 2002 Flor, Centro de la Imagen, México DF, México.
- 2002 Flor and The works in platinum-palladium, Communal Museum of Modern Art, Ascona, Suiza.
- 2002 Woman, Swiss Cultural Center, Milán, Italia.
- 2003 Flor, GAM Modern Art Gallery, Bologna, Italy; selección, Jackson Fine Art Inc., Atlanta, Estados Unidos; Fahey Klein Gallery, Los Ángeles, Estados Unidos; Andrew Smith Gallery, Santa Fe, Estados Unidos; Throckmorton Gallery, New York, Estados Unidos; Naples Museum, Naples, Florida, Estados Unidos; Museo de Fotografía Manuel Álvarez Bravo, Oaxaca, México; Fototeca de Nuevo León, Centro de las Artes, Monterrey, México.
- 2004 Flor, Museo Nacional de Bellas Artes, Santiago de Chile; Museo Nacional de Artes Visuales, Montevideo,  Uruguay; Museum Veluwezoom, Museum Doorwerth Castle, Holanda; Paris Photo, Art75 Yves Di Maria Gallery, París, Francia.
- 2005 Flor, Museo Nacional de Arte, La Paz; Casa de la Fotografía, Budapest; Centre for Contemporary Art, Varsovia, Polonia; Museo Nacional de Arte, La Paz, Bolivia; Galería El Ojo Ajeno, Centro de la Imagen, Lima, Perú; Departmento General de Museos, Buenos Aires, Argentina; Galería Marta Traba, Memorial Latinoamericano, São Paulo, Brasil; Mai Manó, House of Photography, Budapest, Hungría; Etherton Gallery, Tucson, Arizona, Estados Unidos.
- 2005 Naturalezas silenciosas, Galería Omar Alonso, Puerto Vallarta, México; Spazio Officina, Chiasso, Suiza.
- 2006 Flor, Scottsdale Museum of Contemporary Art, Scottsdale, Estados Unidos; Museo de Roma, Trastevere, Roma, Italia.
- 2007 Fantastic Women, selección, Fahey Klein Gallery, Los Ángeles, Estados Unidos; Riva Yares Gallery, Santa Fe, Estados Unidos.
- 2007-2008 Witnesses of Time (Testigos del Tiempo), Centro Portugués de Fotografía, Porto, Portugal.
- 2008 Fantastic Women, selección, Etherton Gallery, Tucson, Estados Unidos; Throckmorton Gallery, New York, Estados Unidos.
- 2009 Fantastic Women, selección, Cultural Center, Dallas, Estados Unidos; Thessa Harold Gallery, París, Francia.
- 2010 Mujeres Fantásticas, selección, Galería Omar Alonso, Puerto Vallarta, México.
- 2011 Trilogía, Antiguo Colegio de San Ildefonso, DF, México; Ex Convento de Santo Domingo, Oaxaca, México.
- 2012 Trilogía, Museo Arocena, Torreón, Coahuila, México.
- 2012 Dreams and Metaphors, selección de fotos de Inner Light – Flor y Testigos del Tiempo, Gallery of Classic Photography, Moscú, Rusia.
- 2013 La Rosa de los Vientos, selección de fotos de Inner Light – Flor y Testigos del Tiempo, Galería de Arte Mexicano, México, Distrito Federal, México.
- 2013 Trilogía, Museo de Arte Contemporáneo, San Luis Potosí, San Luis Potosí, México.
- 2013 Testigos del Tiempo, 27 Salón del Libro y de la Prensa, Ginebra, Suiza.
- 2015 Flor Garduño: Trilogy, The MacKinney Avenue Contemporary, Dallas, Texas, Estados Unidos.
- 2015 Variaciones en Flor, Galería Blanca Berlín, Apertura 2015, Madrid, España.
- 2015 Vislumbres, Museo Ex Convento de Tepoztlán, Tepoztlán, Morelos, México.
- 2016 Trilogy, Museum of Photographic Arts, San Diego, California, Estados Unidos. Opening night reception
- 2016 Flor Garduño: Natural Elements, Andrew Smith Gallery, Vida Loca, Santa Fe, Nuevo México, Estados Unidos.
- 2016 Flor Garduño Photography, Brucie Collections Gallery, Kiev, Ukraine.
- 2016 Mujeres Fantásticas - Fantastic Women, Instituto Cultural Mexicano (Festival Eyes On, Mes Europeo de la Fotografía 2016), Viena, Austria.
- 2016 Testigos del Tiempo - Witnesses of Time, Casa Centroeuropea de la Fotografía (Mes Europeo de la Fotografía 2016, MESIAC FOTOGRAFIE), Bratislava, Eslovaquia.
- 2016 Flor Garduño, Throckmorton Fine Art Gallery, Nueva York, Estados Unidos.
- 2017 Flor Garduño, La Construcción del Instante, Palacio de Cultura Banamex – Palacio de Iturbide, Ciudad de México, México.
- 2017 Flor Garduño, Memorias del presente, Patricia Conde Galería, Ciudad de México, México.
- 2017 Flor Garduño, La Construcción del Instante, Casa de Cultura Citibanamex – Casa del Mayorazgo de la Canal, San Miguel Allende, Guanajuato, México.
- 2018 Flor Garduño, La Construcción del Instante, Casa de Cultura Citibanamex – Museo Casa Montejo, Mérida, Yucatán, México.
- 2018 Trilogy: Flor Garduño, / Sidney Mishkin Gallery, Nueva York, Estados Unidos.

## Exposiciones Colectivas
- 1984 La Muerte en México, Museo del Niño de París, Francia.
- 1986 Un Viaje Espiritual - Fotografía en América Latina, The Brooklyn Museum, Nueva York, Estados Unidos.
- 1998 Definición de los ojos: Mujeres Fotógrafas en el siglo 20, Museo de Arte de Saint Louis, Saint Louis, Estados Unidos.
- 1999 Esguards distants, Museo Valenciano de Arte Moderno, IVAM, Valencia, España.
- 2000 Colectiva, Photographs Do Not Bend Gallery, Dallas, Estados Unidos.
- 2002 Artistas Latinoamericanos, 1980-2000, IDB Cultural Center, Washington D. C., Estados Unidos.
- 2002 Fotografía i Colleccionisme a Llatinoamérica, Fundació Foto Colectania, Barcelona, España.
- 2005 Children of the World: Witness for Tomorrow at the NTV, Tokio, Japón.
- 2005 Classic Beauty, Throckmorton Fine Art, Inc., New York, Estados Unidos.
- 2006 Fotógrafas Mexicanas, Bienal de la Fotografía, Brescia, Italia.
- 2006 Common Ground: Discovering Community in 150 Years of Art, Raleigh, Estados Unidos (organizada por la Corcoran Gallery of Art, Washington D. C.).
- 2006 The Age of Innocence, Photographs Do Not Bend Gallery, Dallas, Estados Unidos.
- 2006 Mujeres fantásticas, selección, Bienal de Fotografía, Brescia, Italia.
- 2007 Both Sides of the Camera, Portland Art Museum, Portland, Maine, Estados Unidos – fotografías de la colección de Judith Ellis Glickman.
- 2008 Transmigraciones: Cuatro Fotógrafos Mexicanos en Europa, Instituto Cultural de México, París, Francia.
- 2008 Feria Internacional de Arte Contemporáneo, ARCO, Galería Visor Valencia, Madrid, España.
- 2008 Photo Miami, Throckmorton Fine Art, Inc., Holden Luntz Gallery, Miami, Estados Unidos.
- 2008 Feria de Arte de Basilea, Ediciones Polígrafa, Basilea, Suiza.
- 2009 Photo 20esimo. Maestros de la fotografía del siglo 20, Museo de Arte, Lugano, Suiza.
- 2009 Feria Internacional de Arte Contemporáneo, ARCO, Galería Visor Valencia, Madrid, España.
- 2009 Photo Miami, Galería Visor Valencia, Miami, Estados Unidos.
- 2010 Feria Internacional de Arte Contemporáneo, ARCO, Galería Visor Valencia, Madrid, España.
- 2010 Nature Mortae, Photographica Fine Art, Lugano, Suiza.
- 2010 Paris Photo, Galleria Forma, París, Francia.
- 2010 AIPAD, Throckmorton Fine Art, Inc., New York y Therry Etherton Gallery, Tucson, Estados Unidos.
- 2010 Photo Miami, Galería Visor Valencia, Miami, Estados Unidos.
- 2010 Miradas sin rendición, INAH, Exposición Bicentenario, Guanajuato, México.
- 2010 Fotografía=Historia, Festival GuatePhoto, La Fototeca, Ciudad de Guatemala, Guatemala.
- 2010 XVI Encuentros abiertos, Festival de la luz, Argentina.
- 2010 2010 SF Camerawork Benefit Auction, San Francisco, Estados Unidos.
- 2010 Viva México, The Wittliff Collections, San Marco, Texas, Estados Unidos.
- 2011 Mujeres Detrás De La Lente. 100 Años de Creación Fotográfica en México 1010-2010, Museo Arocena, Torreón, Coahuila, México.
- 2011 Mujeres Detrás De La Lente. 100 Años de Creación Fotográfica en México 1010-2010, Centro Cultural Tijuana, El Cubo, Tijuana, Baja California Norte, México.
- 2012 Enigma della modernità. Visarte Ticino-Zurigo: 10 proposte, VISARTE, SpazioOfficina, Chiasso, Suiza.
- 2012 Feria AIPAD, Throckmorton Fine Art, Inc., Nueva York, Estados Unidos.
- 2012 Feria MACO, México Arte Contemporáneo, Galería de Arte Mexicano, DF, México.
- 2012 Photo Fair, Moscú, Rusia.
- 2012 Portugalidades: Visiones Alegóricas, Colegio Nacional de Fotografía, Sala de exposiciones Aurélio dos Reis, Centro Portugués de Fotografía, Lisboa, Portugal.
- 2012 Mujeres Detrás De La Lente. 100 Años de Creación Fotográfica en México 1010-2010, Museo Arocena, Torreón, Coahuila, México.
- 2012 El Cicle de la Vida. Música Antiga en el Solcs de L'Art Contemporani, Universitat de Valencia, Valencia, España.
- 2013 Myth and Materiality: Latin American Art from the Permanent Collection, 1930-1990, Santa Barbara Museum of Art, California, Estados Unidos.
- 2013 Feria MACO, México Arte Contemporáneo, Galería de Arte Mexicano, DF, México.
- 2013 Feria AIPAD, Throckmorton Fine Art, Inc., Nueva York, Estados Unidos.
- 2013 See the Light—Photography, Perception, Cognition: The Marjorie and Leonard Vernon Collection, Los Angeles County Museum, California, Estados Unidos.
- 2013 Le choix de Valentine Plisnier, Galerie Vallois Sculptures Modernes, París, Francia.
- 2013 Le radici dello sguardo, Nature morte tra quadri barocchi e inquadrature fotografiche del Novecento, Il Filatoio, Caraglio – Museo Civico Luigi Mallé, Dronero, Italia.
- 2013 Revisiting Latin America, Photographs Do Not Bend Gallery, Dallas, Estados Unidos.
- 2014 El ojo fino: The Exquisite Eye. Contemporary Women Photographers from Mexico, Southeast Museum of Photography,  Daytona Beach, Florida, Estados Unidos.
- 2014 Mujeres Detrás De La Lente. 100 Años de Creación Fotográfica en México 1010-2010, Fototeca de Nuevo León, Monterrey, Nuevo León, México.
- 2014 Luz restirada: Latin American Photography from the University of New Mexico Art Museum, Albuquerque,  Nuevo México, Estados Unidos.
- 2014 Feria AIPAD, Throckmorton Fine Art, Inc., Nueva York, Estados Unidos.
- 2014 Luz restirada: Latin American Photography from the University of New Mexico Art Museum, The University of New Mexico College of Fine Arts, Nuevo México, Estados Unidos.
- 2014 Mexico: Fantastic Identity, 20th Century Masterpieces, FEMSA Collection, Ayala Museum, Filipinas.
- 2014 ART ÉLYSÉES, Galerie David Guiraud, París, Francia.
- 2014 FOTOFEVER, Galerie David Guiraud, París, Francia.
- 2014 PARIS PHOTO 2014, Patricia Conde Galería, París, Francia.
- 2015 ZONA MACO, Patricia Conde Galería, México, D.F., México.
- 2015 Mexico: Fantastic Identity, 20th Century Masterpieces, FEMSA Collection, MOLAA, Museum of Latin American Art, California, Estados Unidos.
- 2015 Photo London, Blanca Berlín Galería, Somerset House, Londres, Inglaterra.
- 2015 Feria AIPAD, Throckmorton Fine Art, Inc., Nueva York, Estados Unidos.
- 2015 VISIONARIAS. Mujeres fotógrafas en la colección FMN, Museo de Bellas Artes, Caracas, Venezuela.
- 2015 TIEMPO PERDIDO LOST TIME - LATIN AMERICAN PHOTOGRAPHY, Peter Fetterman Gallery, Santa Mónica, California, Estados Unidos.
- 2015 PHOTO BASEL International Art Fair, Galerie David Guiraud, Basel, Suiza.
- 2015 WOMEN PIONEERS MEXICAN PHOTOGRAPHY I, Throckmorton Fine Art, Inc., Nueva York, USA.
- 2015 EL RETORNO DE LA SERPIENTE. MATHIAS GOERITZ Y LA ARQUITECTURA EMOCIONAL, Museo Amparo, Puebla, México.
- 2015 LOOKING IN, LOOKING OUT: LATIN AMERICAN PHOTOGRAPHY, Santa Barbara Museum of Art, California, Estados Unidos.
- 2015 The Compassionate Eye: Women Behind the Lens, Holden Luntz Gallery, Palm Beach, Florida, USA.
- 2016 México Identidad fantástica. Obras Maestras del Siglo XX, Colección FEMSA, Museo del Canal Interoceánico de Panamá, Panamá.
- 2016 Photo London, Blanca Berlín Galería, Somerset House, Londres, Inglaterra.
- 2017 She loves me, She loves me not, Center for Photographic Art, Carmel, California, Estados Unidos.
- 2017 La Beauté Mise à Nu, Galerie Sophie Scheidecker, París, Francia.
- 2017 Miradas: Ancient Roots in Modern and Contemporary Mexican Art, works from the Bank of America Collections, Nevada Museum of Art, Reno, Nevada, Estados Unidos.
- 2017 Holiday exhibition 2017, Jackson fine Art, Atlanta, GA, estados Unidos

- 2017 ZONA MACO, Patricia Conde Galería, México, D.F., México.
- 2017 VIEWPOINTS: LATIN AMERICA IN PHOTOGRAPHS, Stephen A. Schwarzman Building, New York Public Library, Nueva York, NY, Estados Unidos.
- 2017 Variaciones en flor, Festival Latitudes, Museo de Huelva, Huelva, España.
- 2017 México: Identidad Fantástica, Obras maestras del Siglo XX, Colección FEMSA, Fundación Rozas Botrán, Ciudad de Guatemala, Guatemala.
- 2017 SEHNSUCHT | ANHELO, Obras clave de la colección de Michael Horbach, Kunsträume, Fundación Michael Horbach, Köln, Alemania.
- 2017 She loves me, She loves me not, Florida Museum of Photographic Arts, Tampa, Florida, Estados Unidos.
- 2017 UNSETTLED, Nevada Museum of Art, Reno, Nevada, Estados Unidos.
- 2017 SURREALISMO, Ojos de México, Throckmorton Fine Art Gallery, Nueva York, Nueva York, Estados Unidos.
- 2017 TODO PAISAJE, Galería Quetzalli, Oaxaca, México.
- 2018 ARGENTIQUE, Galerie Sophie Scheidecker, París, Francia.
- 2018 FLOR GARDUÑO Mexiko, Fotografie - FRANCINE MURY, Tessin, Schweiz, Mischtechnik Fotografie, Monotypie, Galerie SC. Klein, Darmstad, Alemania.
- 2018 HÍBRIDOS: EL CUERPO COMO IMAGINARIO, Museo del Palacio de Bellas Artes, Ciudad de México, México.
- 2018 GRANDES ARTISTAS LATINOAMERICANOS, Colección FEMSA, Centro Cultural La Moneda, Santiago, Chile.
- 2018 HÍBRIDOS: EL CUERPO COMO IMAGINARIO, Museo del Palacio de Bellas Artes, Ciudad de México, México.
- 2018 TRANSICIÓN Y RUPTURA EN MÉXICO, Colección FEMSA, Museo Palacio Rioja, Viña del Mar, Chile.
- 2018 AMÉRICA TIERRA DE JINETES. Del charro al gaucho, siglos XIX a XXI, Palacio de Cultura Citibanamex – Palacio de Iturbide, Ciudad de México, México.
- 2018 Photo London, Bildhalle, Somerset House, Londres, Inglaterra.

## Honores

### Premios y reconocimientos
- 1990 Fondo Nacional Para la Cultura y las Artes Creador Intelectual (FONCA).
- 1992 TESTIGOS DEL TIEMPO, Premio Kodak, Alemania.
- 1993 TESTIGOS DEL TIEMPO, uno de los tres mejores libros de arte, Premio Queen Isabel, Inglaterra.
- 1994 Zeugen der zeit (Witnesses of time), Krasna-Krausz Foundation Photography Awards, Mención especial
- 1994-1999 Sistema Nacional de Creadores de Arte.
- 2000 Programa de Fomento a proyectos y convenciones culturales.
- 2003 INNER LIGHT, Ganador del mejor libro de fotografía, PDN 2003 Annual Photo
- 2006 SILENT NATURES, Flor Garduño. Ed. independiente Book Awards 2006 (mención honorífica – Fotografía)
- 2006 SILENT NATURES, The Art Directors Club 85th Annual Awards 2006 (mención honorífica)

## Videos
- Flor Garduño 1, por alvcfaria, PENTE 10, 1/8, 14 de julio de 2008.
- Flor Garduño 2, por alvcfaria, PENTE 10, 2/8, 14 de julio de 2008.
- Flor Garduño 3, por alvcfaria, PENTE 10, 3/8, 14 de julio de 2008.
- Flor Garduño 4, por alvcfaria, PENTE 10, 4/8, 14 de julio de 2008.
- Flor Garduño 5, por alvcfaria, PENTE 10, 5/8, 14 de julio de 2008.
- Flor Garduño 6, por alvcfaria, PENTE 10, 6/8, 14 de julio de 2008.
- Flor Garduño 7, por alvcfaria, PENTE 10, 7/8, 14 de julio de 2008.
- Flor Garduño 8, por alvcfaria, PENTE 10, 8/8, 14 de julio de 2008.
- "TRILOGÍA" EXPOSICIÓN FOTOGRÁFICA DE FLOR GARDUÑO EN EL ANTIGUO COLEGIO DE SAN ILDEFONSO, TV UNAM. 29 de abril de 2011.
- Flor Garduno / HL Photo Gallery, Holden Luntz Gallery, 24 de octubre de 2012.
- Flor Garduño: una fotógrafa de oficio, Pulso de San Luis, 30 de marzo de 2013.
- RECORRIENDO SAN LUIS: Museo de Arte Contemporáneo, 17 de mayo de 2013.
- Flor Garduño, PENTE 10, 18 de agosto de 2014.
- Inauguración de "Trilogy" en el Museo de Artes Fotográficas de San Diego, MOPA, Cosulado de México en San Diego, 9 de febrero de 2016.
- Flor Garduño: Trilogy | Opening Night Reception, Museum of Photographic Arts, MOPA, San Diego, 9 de febrero de 2016.
- Mercedes García Ocejo entrevista a la fotógrafa Flor Garduño, Fomento Cultural Grupo Salinas, 7 de abril de 2016.
- Trilogy: Flor Garduño "Bestiarium", Museum of Photographic Arts, MOPA, San Diego, 9 de junio de 2016.
- Trilogía: Flor Garduño "Bestiarium" (en español), Museum of Photographic Arts, MOPA, San Diego, 9 de junio de 2016.
- Trilogy: Flor Garduño "Fantastic Women", Museum of Photographic Arts, MOPA, San Diego, 9 de junio de 2016.
- Trilogía: Flor Garduño "Mujeres Fantasticas" (en español), Museum of Photographic Arts, MOPA, San Diego, 9 de junio de 2016.
- Trilogy: Flor Garduño "Natural Silences", Museum of Photographic Arts, MOPA, San Diego, 9 de junio de 2016.
- Trilogía: Flor Garduño "Naturalezas Silenciosas" (en español), Museum of Photographic Arts, MOPA, San Diego, 9 de junio de 2016.
- Patricia Conde acerca de Flor Garduño en París Photo 2016, Patricia Conde Galería, 19 de octubre de 2016.
- Flor Garduño, la alquimista de la imagen, Noticias 22 Agencia, 13 de marzo de 2017.
- Flor Garduño, Patricia Conde Galería, 25 de abril de 2017.
- ONCE Noticias, presentan libro defotografías de Flor Garduño, Once Noticias Instituto Politécnico Nacional, 17 de mayo de 2017.
- FLOR GARDUÑO, LA CONSTRUCCIÓN DEL INSTANTE, Palacio de Iturbide, Fomento Cultural Banamex, Ciudad de México, 31 de mayo de 2017.
- Conversación entre Javier Solórzano y Flor Garduño, Once Noticias Instituto Politécnico Nacional, 21 de junio de 2017.